# Port Vincent (Louisiane)
Port Vincent est un village de la paroisse de Livingston, dans l'État de Louisiane, aux États-Unis,. En 2020, il compte une population de 646 habitants.

## Démographie
Lors du recensement de 2010, le village comptait une population de 741 habitants, tandis qu'en 2020, elle s'élève à 646 habitants.